# Яткайед
Езерото Яткайед (на английски: Yathkyed Lake) е 6-о по големина езеро в канадската територия Нунавут.
Площта му, заедно с островите в него е 1449 км2, която му отрежда 28-ото място сред езерата на Канада. Площта само на водното огледало без островите е 1334 км2. Надморската височина на водната повърхност е 140 м.
Езерото се намира в югозападната част на канадската територия Нунавут, на 160 км югозападно от езерото Бейкър, на 123 км югоизточно от езерото Дубонт, на 190 км северно от езерото Нюелтин и на 207 км северозападно от Хъдсъновия залив. Дължината му от северозапад на югоизток е 72 км, а максималната му ширина в северната част – 34 км.
Яткайед има изключително силно разчленена брегова линия, с безбройни заливи, полуострови, протоци и острови с площ от 115 км2.
През езерото протича река Казан, вливаща се в него от запад, изтичаща от северния му ъгъл и вливаща се от юг в езерото Бейкър.
През краткия летен сезон езерото се посещава от стотици от любители на лова и риболова. През последното десетилетие в района на езерото са открити значителни запаси от уранова, медна и молибденова руда.
Езерото е открито от Самюъл Хиърн, служител на компанията „Хъдсън Бей“, занимаваща се с търговия на ценни животински кожи през 1770 г.
Вторично Яткайед е открито, изследвано и за първи път картографирано през 1894 г. от канадския геолог и картограф Джоузеф Тирел, в чест на когото югоизточният залив на езерото носи неговото име.